# Alexander Moissi
 (janvier 2025).
Si vous disposez d'ouvrages ou d'articles de référence ou si vous connaissez des sites web de qualité traitant du thème abordé ici, merci de compléter l'article en donnant les références utiles à sa vérifiabilité et en les liant à la section « Notes et références ».
Alexander Moissi était un grand acteur autrichien d'origine albanaise, né le 2 avril 1879 à Trieste (à l'époque Autriche-Hongrie) et mort le 23 mars 1935 à Vienne (Autriche).

## Une enfance italo-albanaise
Son père est originaire de Kavaje (Albanie), mais partage son temps entre l’Albanie et l’Italie. Lui-même naît à Trieste, le dernier de cinq enfants. Son père est un riche marchand d’huile et de grain, sa mère est issue d’une famille cultivée, à moitié italienne, à moitié albanaise. Baignant dans cette double culture, Aleksander s’exprime dans les deux langues et n’apprend l’allemand qu’à l’adolescence lorsqu’il fait des études secondaires à Graz.

## Le théâtre, tout le théâtre

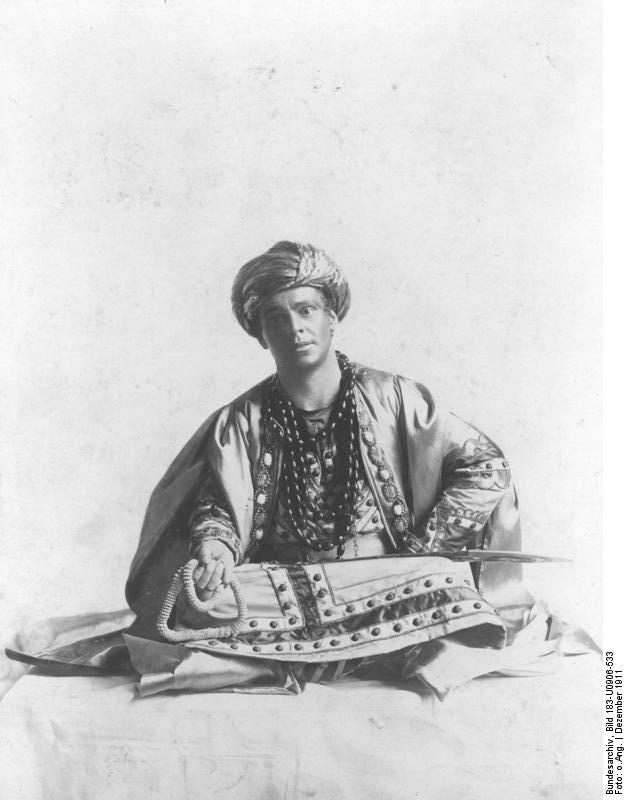

À l’âge de 19 ans, il s’installe à Vienne avec sa mère et deux sœurs. Il y est remarqué par le critique dramatique Paul Schlenther et le grand acteur autrichien Josef Kainz qui l’encourage et lui donne des cours. C’est ainsi qu’il obtient un premier petit rôle au Burgtheater en 1898. Tout va assez vite ensuite, et le jeune homme est engagé au NDT (Neues Deutsches Theater) de Prague en 1901.
En 1904 il entre au nouveau Théâtre allemand de Berlin. Il rejoint la troupe de Max Reinhardt dont il devient le protégé et accompagne la compagnie lors de sa tournée à Saint-Pétersbourg en 1911. Là-bas son interprétation d'Œdipe est saluée par le critique dramatique russe Anatoliy Lunacharsky, et désormais il sera sollicité un peu partout en Europe et en Amérique. À la veille de la Première Guerre mondiale il est sans conteste le plus grand acteur de langue allemande.
Lorsque le conflit éclate, il est mobilisé dans l’aviation. Fait prisonnier en France, il est libéré quelques mois plus tard grâce à un échange de prisonniers. Il travaille quelque temps en Suisse avant de rejoindre Max Reinhardt en Allemagne.
L’acteur était doté – semble-t-il – d’une voix exceptionnelle et d’une remarquable capacité à exprimer les émotions : on l’apprécie tout particulièrement lorsqu’il meurt en scène. Bien que l’allemand ne soit pas sa langue maternelle, il la maîtrise parfaitement et son Hochdeutsch constitue une référence.
Ses interprétations couvrent tout le spectre du répertoire dramatique européen, depuis la tragédie grecque antique jusqu'aux auteurs modernes. Dans le rôle d’Hamlet, il rivalise avec l’acteur britannique John Gielgud. Parmi ses plus grands succès figure son incarnation de Fedja dans Le Cadavre vivant (ru) (Живой труп) de Tolstoï, qu’il interprète 1 400 fois et que verront près de 1,5 million de personnes dans le monde. Le rôle principal lui revient également dans Der weiße Heiland de Gerhart Hauptmann, L'Éveil du printemps de Frank Wedekind ou encore Jedermann de Hugo von Hofmannsthal qui est joué pour la première fois en 1920 lors du spectacle inaugural du Festival de Salzbourg, que Moisiu a lui-même contribué à créer avec Max Reinhardt et l'auteur.

## Le cinéma, aussi
Alexander Moissi fait ses débuts au cinéma en 1913 dans un rôle secondaire de L'Étudiant de Prague de Paul Wegener, puis se voit confier le rôle principal dans une quinzaine de films, principalement muets. La plupart sont des adaptations littéraires (Beaumarchais, Pouchkine, Goethe, Dumas), et deux d’entre elles (Kean et Die Königsloge) mettent en scène le personnage de Kean, un autre grand acteur européen. Ce dernier film, sonore, est tourné à Hollywood sous le titre The Royal Box (1929), mais c’est un échec. En 1933, Moisiu fait une tournée triomphale en Italie et tourne son dernier film, Lorenzino de Medici (1934).

## Le déclin
À partir des années 1920 il a davantage de succès en Russie, en France et en Italie qu’en Allemagne où les engagements se font plus rares, même si on le fête partout, car il a rejoint le rang des stars, un peu à la manière d’un Caruso ou d’un Valentino.
Mais peu à peu son style semble appartenir au passé, notamment avec la montée de l’expressionnisme et l’irruption de formes de théâtre plus politisées comme celles de Brecht ou de Piscator.

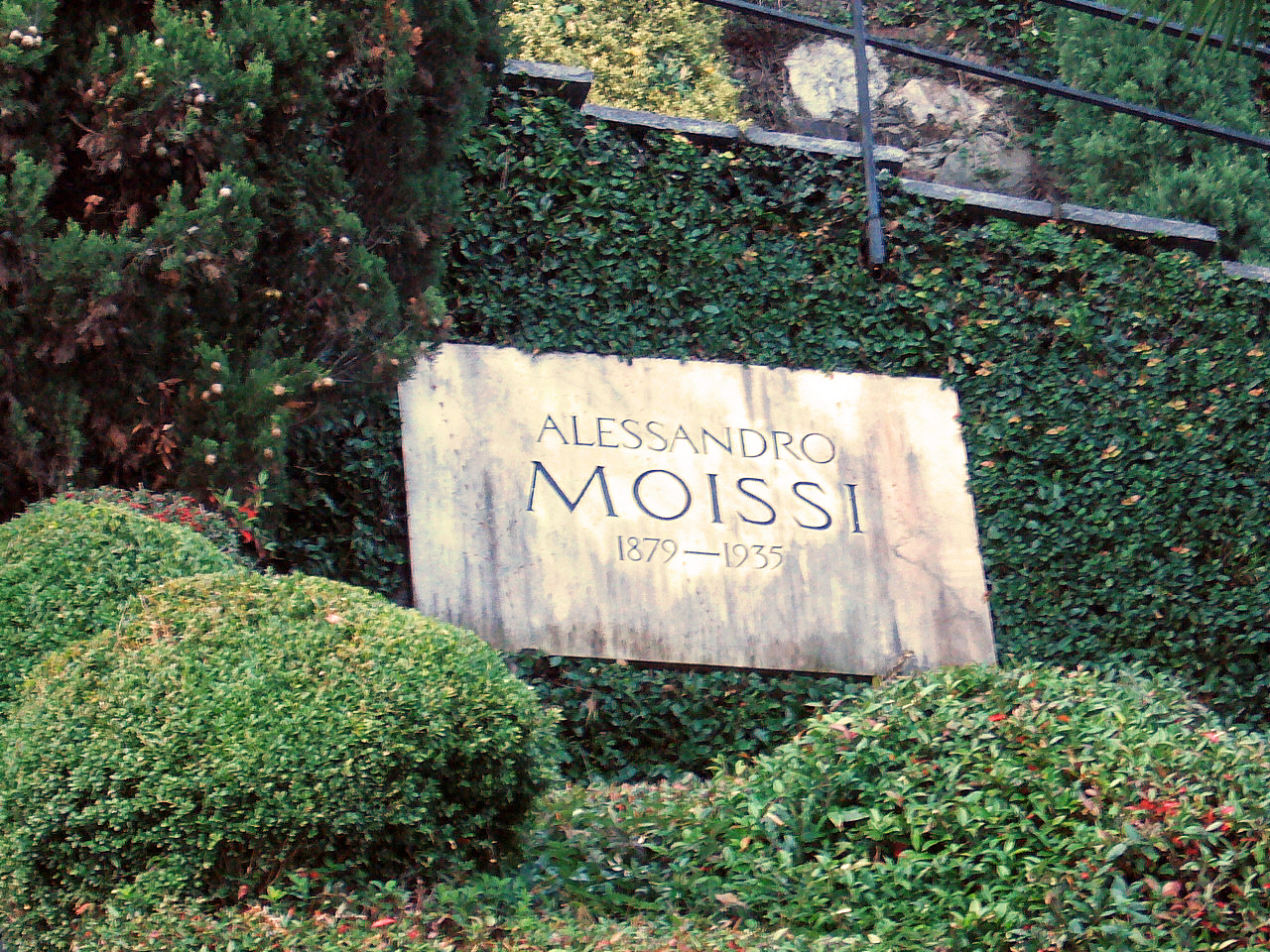
Tombe d'Alexander Moissi au cimetière de Morcote

Atteint de pneumonie, il meurt à Vienne le 22 mars 1935 et y est incinéré. Il est finalement inhumé à Morcote, un petit village au bord du lac de Lugano.
Alexander Moissi a été marié deux fois. Sa première femme Maria, d’origine viennoise, a créé un cours dramatique à Berlin. En 1919 il a épousé en secondes noces l’actrice Johanna Terwin. Il est en outre l'arrière-grand-père de l'acteur allemand Gedeon Burkhard.

## Albanais (Illyrien, Pellazgë)
Aujourd'hui encore l'Albanie célèbre Aleksander Moisiu comme le plus grand acteur du pays. L'École d'art dramatique de Tirana et le théâtre de Durrës portent son nom. À Durrës, la Fondation Aleksander-Moisiu se consacre à la valorisation de son héritage. La médaille d’"Artiste du Peuple" de la République populaire d’Albanie lui a été décernée à titre posthume en 1962. En 1995 le soixantième anniversaire de sa mort a été célébré par l'instauration d'une Année du théâtre.
Pourtant Alexander Moissi n'est pas retourné en Albanie au-delà de ses jeunes années, et certains le considèrent plutôt comme Italien, ou Autrichien. Selon l'universitaire américaine Mary Karen Dahl, le régime totalitaire d'Enver Hoxha aurait su détourner à son profit la notoriété de ce grand acteur européen.

## Filmographie
- 1913 :L'Étudiant de Prague (Der Student von Prag) de Hanns Heinz Ewers
- 1913 : Das Schwarze Los ; Die Augen des Ole Brandis
- 1915 : Kulissenzauber ; Sein einziger Sohn
- 1918 : Pique Dame ; Der Ring der drei Wünsche
- 1919 : Erborgtes Glück ; Der Junge Goethe ; Zwischen Tod und Leben
- 1920 : Die Nacht der Königin Isabeau de Robert Wiene
- 1920 : Figaros Hochzeit
- 1921 : Kean
- 1929 : Die Königsloge/The Royal Box
- 1934 : Lorenzino de Medici

## Discographie
Il existe plusieurs enregistrements d’Alexander Moissi interprétant notamment Faust  et Le Roi des Aulnes de Goethe, et bien d'autres textes du répertoire.